# Адлер, Анна Александровна
Анна Александровна Адлер (2 февраля 1856, Москва — 22 июля 1924, Москва) — преподавательница и книгоиздательница. Впервые в России адаптировала систему Брайля к русскому языку.

## Биография
Дочь полковника. Детство и юность провела в Казани, где и получила образование. В 1874 году окончила Мариинскую женскую гимназию с серебряной медалью, а в 1875 году стала выпускницей Казанских педагогических курсов, получив звание домашней учительницы. Став учительницей, Анна стала работать в благотворительных организациях, созданных во время русско-турецкой войны 1877—1878 годов. Она также помогала голодающим Поволжья, участвовала в создании народной библиотеки-читальни в Стерлитамакском уезде Уфимской губернии.
Работая с солдатами, потерявшими на войне зрение, Анна столкнулась с их горем и загорелась желанием помогать слепым людям. Когда в 1882 году в Москве открылась школа для слепых детей, Анна решила посвятить себя их обучению. Она была убеждена, что, получив образование, слепые люди смогут зарабатывать на жизнь своим трудом, хотя в её времена подобное убеждение не было популярным. Анна вошла в Распорядительный комитет школы, а впоследствии стала её попечительницей. В этом заведении детей обучали грамоте и ремёслам.
С самого начала существования школы появились существенные трудности: в распоряжении педагогов не было учебников и учебных пособий для незрячих, а методика обучения не учитывала особенности слепых детей. Поставив перед собой цель решить эти проблемы, Анна Александровна отправилась в Европу, чтобы перенять опыт западных соседей, где с обучением незрячих всё было на порядок выше, чем в России. За эту поездку Анна посетила Австрию, Германию, Францию, Италию, Англию и Швейцарию. Вернувшись в Москву, Анна занялась изготовлением рельефных пособий и разработкой методики преподавания незрячим русского языка, литературы, арифметики, геометрии, истории, естествознания и природоведения.
Рельефно-линейный шрифт, который использовался в России для обучения слепых детей, был затруднителен для восприятия, рука незрячего при чтении должна была совершать много дополнительных движений. В Европе в это время уже использовалась более удобная азбука Брайля. В 1885 году Анна получила у властей разрешение на право перепечатки книг по системе Брайля, купила и установила всё необходимое оборудование, открыла типографию и стала книгоиздательницей. Она сама набирала и корректировала текст, работала на печатном прессе. Так Анна впервые в России адаптировала азбуку Брайля к русскому языку и выпустила первую в стране книгу с использованием этого шрифта для слепых. Книга называлась «Сборник статей для детского чтения, изданный и посвящённый слепым детям Анною Адлер». Это был и первый букварь, и книга для чтения, где помещался алфавит, давалось представление о составлении слогов, слов и предложений. В хрестоматийную часть книги были включены стихотворения Некрасова, рассказы для чтения и биография Луи Брайля.
В 1887 году напечатала вторую книгу «Сборник статей для слепых детей среднего возраста». В 1888 году в московском Музее прикладных знаний (ныне Политехнический музей) при Учебном отделе была организована постоянная комиссия, состоявшая из специалистов-педагогов, куда Анна Адлер была приглашена для работы в секции по обучению слепых. Впоследствии Анна стала председательницей специальной комиссии по образованию слепых. Анна Александровна создала коллекцию предметов по обучению слепых, в которую поступали рельефные книги и карты, приборы для письма, модели геометрических тел и животных, а также другие учебные пособия и изделия, выполненные незрячими учащимися: плетеные корзины и кресла, вязание.
Преподавала в Румянцевском музее (ныне Российская государственная библиотека), где создала отдел книг и организовала стол для слепых людей.
С началом Первой мировой войны в 1914 году вступила в Никольскую общину сестер милосердия Российского Красного Креста.
За период своей деятельности Анна также перевела нотную систему на рельефно-точечный шрифт, что позволило слепым детям учиться игре на музыкальных инструментах не на слух, как это было ранее, а по нотам. Это открыло учащимся путь к профессиональной музыкальной карьере. В 1883 году она смогла обучать воспитанников с помощью метода Брайля игре на фортепиано, скрипке и виолончели не на слух, а по выпуклым нотам. Им открывался мир нотной грамоты и гармонии звука. Знание нотной системы на точечном шрифте давало возможность изучения элементарной теории музыки и открывало путь к профессиональному владению инструментом или голосом.
Анна открыла первую общедоступную библиотеку для незрячих читателей, положила начало фонду брайлевских книг в России, после революции участвовала в создании Всероссийского общества слепых и журнала «Жизнь слепых». Анна Адлер выступала с докладами по вопросам образования и воспитания слепых, руководила секцией и специальной комиссией по образованию слепых детей при учебном отделе московского Музея прикладных знаний, собрала коллекцию книг, учебных пособий и материалов, предназначенных для их обучения.
Умерла 22 июля 1924 года в Москве. Похоронена в Москве на Немецком (ныне Введенском) кладбище.